# Kováčová, Rožňava
Kováčová este o comună slovacă, aflată în districtul Rožňava din regiunea Košice, pe malul râului Čermošňa⁠(d). Localitatea se află la altitudinea de 440 m deasupra n.m., se întinde pe o suprafață de 13,82 km2 și în 2017 număra 58 de locuitori.

## Istoric
Localitatea Kováčová este atestată documentar din 1254.

## Demografie
| An:                | 1994 | 2004    | 2014    | 2024   |
| ------------------ | ---- | ------- | ------- | ------ |
| Număr de persoane: | 116  | 94      | 62      | 60     |
| Diferență:         |      | −18,96% | −34,04% | −3,22% |

| An:                | 2023 | 2024   |
| ------------------ | ---- | ------ |
| Număr de persoane: | 58   | 60     |
| Diferență:         |      | +3,44% |